# عبد الإله بن عرفة
عبد الإله بن عرفة (مواليد في 6 أكتوبر 1962، سلا، المغرب) باحث وروائي مغربي.

## مسيرته
- ولد عبد الإله بن عرفة بمدينة سلا عام 1962.
- حائز على دكتوراه في اللسانيات من جامعة السوربون بباريس.[2]
- خبير في منظمة الإيسيسكو، وباحث في اللسانيات والتصوف والفكر الإسلامي.

أسس عبد الإله بن عرفة لمشروعه السردي العرفاني ذي المرجعية القرآنية، والتي يرى فيها مفهوماً مختلفاً للأدب، حيث إن غاياته المعرفية تكمن في إنتاج أدب معرفي يحقق تحولاً في وجدان القارئ ومعرفته وسلوكه. فازت روايته خناثة بجائزة القراء الشباب للكتاب المغربي.

## مشروعه
يسمي مشروعه بالرواية العرفانية وقد لخصها في أربع مميزات كبرى هي:
1. توظيف المادة التاريخية دون الخضوع لمفهوم للزمن،
2. إعادة الاعتبار لمفهوم الأدب من خلال اللغة المتينة،
3. معالجة قضايا حضارية،
4. البعد الروحي الناظم لهذه الأعمال، والذي أسماه "الكتابة بالنور".

تتميز كتابته بمتانة اللغة وعمق المعارف والخيال الخصب وجمالية التقنيات البناء السردي. كما أن الكاتب يوظَّف تقنية الوصف الإثنوغرافي حول العمارة والطبخ والموسيقى والعطور، مما يشكل ثقافة موسوعية لدى الكاتب تستحضر الحضارة العربية الإسلامية

## العمل والعضويات
- عُين نائباً للمدير العام في منظمة العالم الإسلامي للتربية والعلوم والثقافة (إيسيسكو) في مايو 2021م.[4]
- مدير دولي في الثقافة
- خبير دولي، مسؤول عن قسم التراث والسياسات الثقافية والتنوع الثقافي
- أستاذ سابق في كلية الآداب بمكناس – المغرب
- عضو في النادي الجراري الأدبي، الرباط.

## من مؤلفاته
له عدة دراسات دوليا وفي المغرب منها كتاب باللغة الفرنسية عن نشأة المفاهيم، بدار المنشورات الجامعية بباريس بالإضافة إلى مشروعه الروائي والذي يشمل لحد الآن العديد من الروايات العرفانية، إضافة إلى عدد من الدراسات والتحقيقات العلمية لأمهات كتب التراث الأندلسي، وتقديمات كتب، وهي كالآتي:
- كتاب علمي حول نشأة المفاهيم في اللغات، بالفرنسية عن دار النشر المنشورات الجامعية 1997 بفرنسا.
- دراسة وتحقيق كتاب الشهاب موعظة لأولي الألباب، لأبي أحمد جعفر بن سيدبونة (524-624هـ.)، مركز التراث الثقافي المغربي، الدار البيضاء 2005-2006.
- ابن سيدبونة وكتاب الشهاب، ضمن موسوعة الثقافة الأندلسية (بالإسبانية: Encyclopedia de la cultura andalusi) (مكتبة الأندلس Biblioteca de al-Andalus) باللغة الإسبانية، مؤسسة ابن طفيل للدراسات العربية (بالإسبانية: fundacion Ibn Tufayl de estudios arabes)، ألمرية، إسبانيا 2007.
- كتاب الشهاب لابن سيدبونة، ضمن الكتاب الجماعي: (بالإسبانية: Historia del Sufismo en Al Andalus, Almuzara , Espana 2009)
- تقديم ومراجعة كتاب: المفاتيح الأساسية لكتب الشيخ الأكبر ابن العربي، لعبد الباقي مفتاح، الرباط- المغرب، 2010
- تقديم ومراجعة كتاب: بحوث حول كتب ومفاهيم الشيخ الأكبر محيي الدين ابن عربي، لعبد الباقي مفتاح، دار الكتب العلمية، بيروت، لبنان 2010.
- كتاب جماعي بعنوان "السماع الصوفي، الرابطة المحمدية للعلماء، الرباط، المغرب 2012.
- كتاب «الرواية العرفانية في تجربة عبد الإله بن عرفة»، مطبعة الرسالة، الناشر: جمعية سلا المستقبل، الرباط، المغرب 2012.
- لماذا نفرح بالمصطفى، رابطة مجمع الصلاح، الدار البيضاء، المغرب 2013.
- جماليات السرد في الرواية العرفانية عند الأديب الروائي ابن عرفة، دار الآداب، بيروت، لبنان 2014.
- «أبو الحسن الششتري، سيرته، وآثاره ومذهبه»، ضمن كتاب «التصوف المغربي، مصدر إشعاع وتواصل، أعمال مهداة للأستاذة نفيسة الذهبي»، منشورات كلية الآداب والعلوم الإنسانية، جامعة ابن طفيل، القنيطرة، المغرب 2015.
- تحقيق مقدمة ديوان المعارف الإلهية لابن العربي الحاتمي، ضمن الكتاب التذكاري لابن عربي في المئوية الثامنة لوفاته، دار نينوى، 2018.
- الديوان الكبير لابن العربي الحاتمي (الجزء الرابع): تحقيق ودراسة وتعليق، دار الآداب، بيروت، 2018.
- الديوان الكبير لابن العربي الحاتمي (المجلدة السابعة: ج.1 وج.2): تحقيق ودراسة وتعليق، دار الآداب، بيروت، 2019.

### الروايات
- «جبل قاف»، دار النجاح الجديدة، الدار البيضاء، 2002.
- «بحر نون»، دار الأمان، الرباط 2007.
- «بلاد صاد»، دار الآداب، بيروت، لبنان 2009.
- الحواميم، المركز الثقافي العربي، بيروت، الدار البيضاء 2010.
- «طواسين الغزالي»، دار الآداب، بيروت 2011.
- «ابن الخطيب في روضة طه»، دار الآداب، بيرون، لبنان 2012.
- «جبل قاف» حول سيرة ابن العربي الحاتمي، منشورات ضفاف، دار الأمان، منشورات الاختلاف، بيروت، لبنان 2013.
- «ياسين قلب الخلافة»، دار الآداب، بيروت، لبنان 2013.
- «طوق سر المحبة: سيرة العشق عند ابن حزم»، دار الآداب، بيروت، لبنان 2015.
- "الجنيد: ألم المعرفة، دار الآداب، بيروت، لبنان 2017.
- «خناثة: ألر الرحمة»، دار الآداب، بيروت 2018.[5] فازت بجائزة القراء الشباب للكتاب المغربي.
- «إدريس أل م ص الولاية»، دار الآداب 2019.
- أختام المدينة الفاضلة، دار الآداب، بيروت 2022.[6]
- «لا فتى إلا علي: حم عسق»، دار الآداب، بيروت، 2024.

## روابط خارجية
- [Abdelillah-Benarafa (oumma) [http://oumma.com/Abdelillah-Benarafa
- عبد الإله بن عرفة
- الأديب عبد الإله بن عرفة: في روضة سلا
- تتويج الفائزين بجائزة القراءة، تيل كيل عربية 16 فبراير 2016